# J043947.08+163415.7

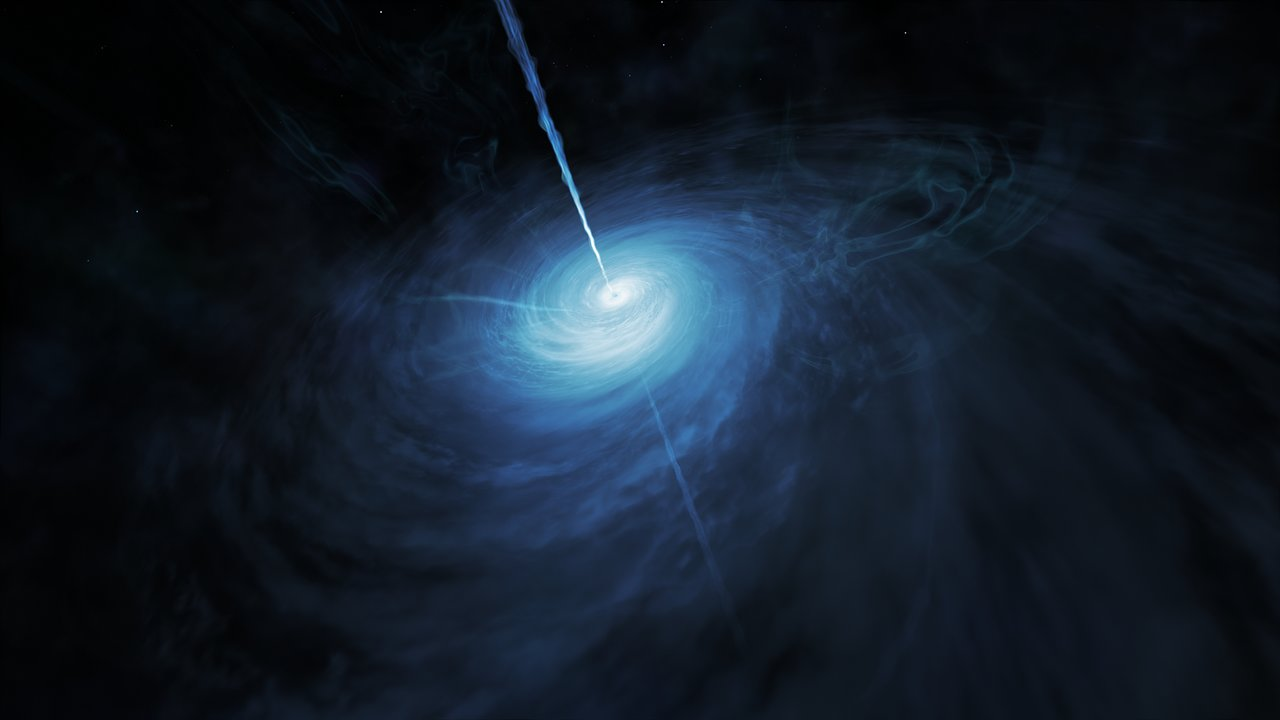
Квазар J043947.08+163415.7 в представлении художника

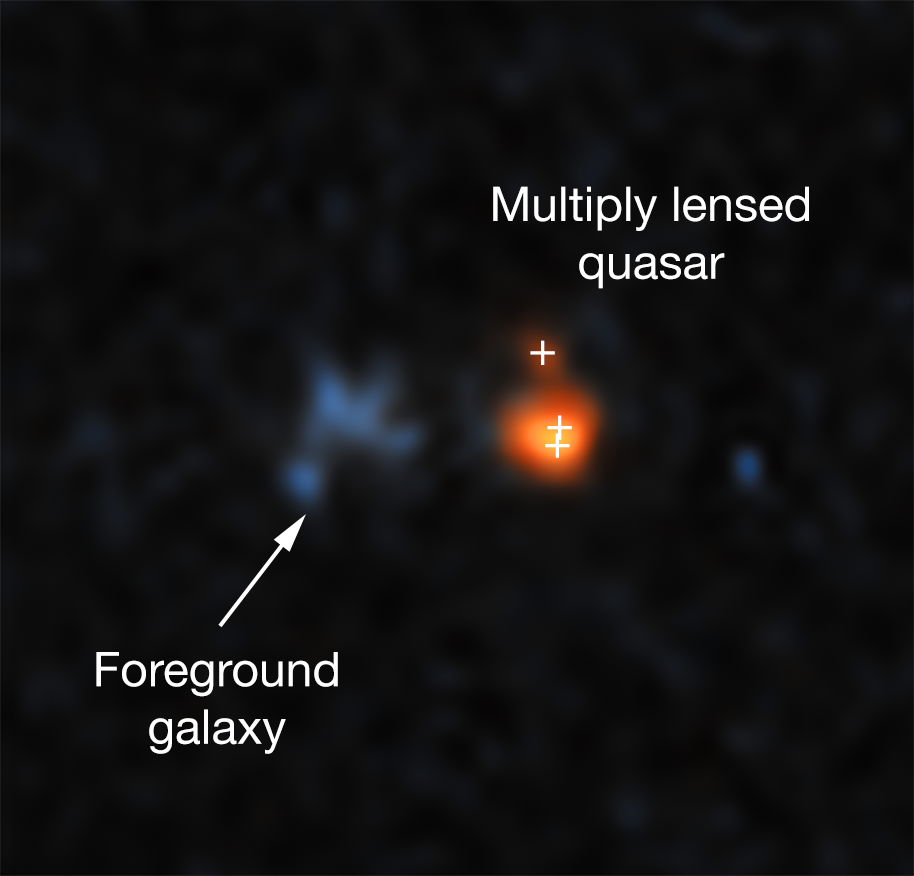
Линзовый квазар J043947.08+163415.7 снимок телескопа Хаббл, созвездие Телец. Прямое восхождение 4^{ч} 39^{м} 47.10^{с},
склонение +16°34′15.79',
красное смещение z=6,51,
расстояние до объекта 12,873 млрд световых лет.

J043947.08+163415.7 — сверхъяркий квазар, какое-то время считался самым ярким в ранней Вселенной с красным смещением z = 6,51. Расстояние до объекта составляет примерно 12,873 млрд световых лет. Яркость квазара эквивалентна примерно 600 триллионов светимости Солнц с гравитационным линзированием, без данного эффекта 11 триллионов. Связанная с квазаром сверхмассивная чёрная дыра имеет массу 700 миллионов солнечных масс.

## История

### Открытие
В январе 2019 года космический телескоп «Хаббл» обнаружил самый яркий квазар, который когда-либо наблюдали в ранней Вселенной.

#### Гравитационное линзирование
Несмотря на яркость, Хаббл смог обнаружить его только потому, что на его внешний вид повлияло сильное гравитационное линзирование. Галактика, расположенная прямо между квазаром J043947.08+163415.7 и Землёй, отклоняет свет от квазара и заставляет его казаться в три раза больше и в 50 раз ярче, чем это было бы без эффекта гравитационного линзирования.

##### Этимология
Название квазара J043947.08+163415.7 было основано на данных фотометрического отбора и спектроскопии из обзора полушарий обсерватории UKIRT, телескопа Pan-STARRS 1, космического телескопа WISE. Последующие спектроскопические данные были получены из обсерватории MMT, Обсерватории Gemini и обсерватории Кека.

## Исследование
В настоящее время астрономы анализируют подробный 20-часовой спектр, полученный с помощью Очень Большого Телескопа являющегося частью Европейской южной обсерватории, который позволит им определить химический состав и температуру межгалактического газа в ранней Вселенной. Астрономы используют Большой миллиметровый / субмиллиметровый массив Атакамы и надеются также наблюдать квазар с помощью космического телескопа Джеймса Уэбба. С помощью этих телескопов они смогут смотреть в окрестности сверхмассивной чёрной дыры и напрямую измерять влияние её гравитации на окружающий газ и звездообразование.
На основе данных наблюдений астрономы выяснили не только то, что в сверхмассивной чёрной дыре происходит аккреция вещества с чрезвычайно высокой скоростью, но также и то, что квазар может производить до 10 000 звёзд в год.

## Значение
Объекты, подобные J043947.08+163415.7, существовали в эпоху реионизации, когда излучение первых звёзд осветило окружавшие галактики облака нейтрального водорода и вызвало его частичную диссоциацию на электроны и протоны (ионизация), сделав их прозрачными для видимого света. Изучение далекого квазара может помочь ученым лучше разобраться в том, как проходил этот процесс.